# Domenico Canevaro
Pour les articles homonymes, voir Canevaro.
Dominico Canevaro ( Gênes, 5 août 1683 - Gênes, 15 février 1745) était le 156e doge de la république de Gênes de 1742 à 1744 et roi de Corse de 1743 à 1744.